# 5768 Pittich
5768 Pittich è un asteroide della fascia principale. Scoperto nel 1986, presenta un'orbita caratterizzata da un semiasse maggiore pari a 2,3740060 UA e da un'eccentricità di 0,0715152, inclinata di 11,92072° rispetto all'eclittica.